# Pennedepie
Pennedepie é uma comuna francesa na região administrativa da Normandia, no departamento Calvados. Estende-se por uma área de 5,71 km². Em 2010 a comuna tinha 309 habitantes (densidade: 54,1 hab./km²).